# Calliopsis solitaria
Calliopsis solitaria là một loài Hymenoptera trong họ Andrenidae. Loài này được Rozen mô tả khoa học năm 1963.